# ناتالیا وارلی
ناتالیا وارلی (روسی: Наталья Владимировна Варлей؛ زادهٔ ۲۲ ژوئن ۱۹۴۷) یک هنرپیشه اهل اتحاد جماهیر سوسیالیستی شوروی است.
از فیلم‌ها یا برنامه‌های تلویزیونی که وی در آن نقش داشته است می‌توان به آدم‌ربایی، به سبک قفقازی اشاره کرد.